# Diaphus ehrhorni
Diaphus ehrhorni är en fiskart som beskrevs av Fowler, 1934. Diaphus ehrhorni ingår i släktet Diaphus och familjen prickfiskar. Inga underarter finns listade i Catalogue of Life.